# Corina-Isabela Peptan
Corina-Isabela Peptan (* 17. März 1978 in Bumbești-Jiu, Kreis Gorj) ist eine rumänische Schachspielerin.

## Leben
Corina-Isabela Peptan studierte Sport mit der Spezialisierung Schach in Timișoara und schloss das Studium 2002 ab. Seit 2003 ist sie Schachtrainerin der Kategorie III.

## Erfolge

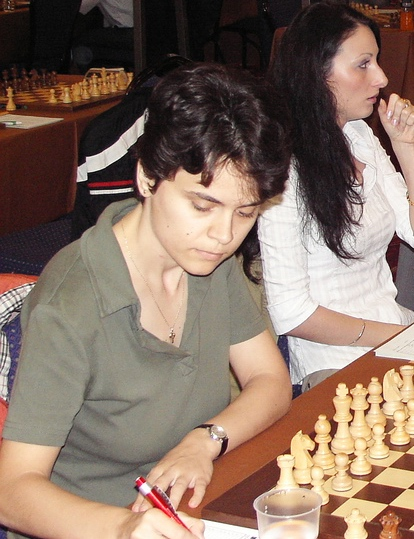
Corina-Isabela Peptan (links) und Carmen Voicu-Jagodzinsky (rechts) bei der EM 2007 in Iraklio

### Einzelerfolge
1988 gewann sie in Timișoara die Mädchenweltmeisterschaft U10, 1989 wurde sie bei der Mädchenweltmeisterschaft U12 in Aguadilla Dritte, 1990 in Fond du Lac gewann sie die Mädchenweltmeisterschaft U12. 1991 gewann sie in Warschau die Weltmeisterschaft der Juniorinnen U14, 1992 wurde sie bei der Weltmeisterschaft der Juniorinnen U14 in Duisburg Zweite. 1995 gewann sie im brasilianischen Guarapuava die Weltmeisterschaft der Juniorinnen U18 und belegte bei der Juniorinnenweltmeisterschaft U20 in Halle (Saale) den dritten Platz. Bei der Juniorinnen-WM 1996 in Medellín wurde sie Zweite, bei der U18-WM im selben Jahr in Cala Galdana Dritte. 1999 gewann sie das Zonenturnier von Ostrava. Die rumänische Fraueneinzelmeisterschaft gewann sie zwölfmal: 1994, 1995, 1997, 2000, 2004, 2007, 2008, 2009, 2014, 2015, 2017 und 2019.
Die Sportstudentin trägt die Titel Großmeister der Frauen (WGM, seit 1995) und Internationaler Meister (IM). Im Februar 2015 führt sie die rumänische Rangliste der Frauen an, mit ihrer bisher höchsten Elo-Zahl von 2485 war sie im Juli 2003 achte der Frauenweltrangliste.

### Nationalmannschaft
Mit der rumänischen Frauennationalmannschaft nahm sie an zehn Schacholympiaden teil: 1992, 1994, 1996, 1998, 2002, 2004, 2006, 2008, 2014 und 2016 mit einem Gesamtergebnis von 63,5 Punkten aus 103 Partien (+47 =33 −23). 1994 erhielt sie eine individuelle Silbermedaille für ihr Ergebnis von 9,5 aus 12 am dritten Brett, 2004 eine individuelle Silbermedaille für ihr Ergebnis von 9 aus 12 am zweiten Brett. 2000 hatte sie aus Erschöpfungsgründen abgesagt. Sie nahm auch an den Mannschaftseuropameisterschaften der Frauen 1992, 1997, 1999, 2005, 2007 und 2009 teil mit einem individuellen Gesamtergebnis von +14, =16 und −6. 1997 belegte die rumänische Nationalmannschaft mit ihr am ersten Brett den zweiten Platz, 1999 den dritten Platz mit Peptan erneut am Spitzenbrett.

### Vereinsschach
Peptan begann mit dem Schachspiel bei Metalurgistul Bumbești-Jiu, wo sie von Cornel Pașcalău trainiert wurde. Ein Jahr nach ihrem ersten Weltmeistertitel zog sie 1989 nach Timișoara. Vereinsschach spielte sie dort viele Jahre für die Frauenmannschaft von Electromotor Timișoara und später für jene von AEM Luxten Timișoara, mit der sie viermal am European Club Cup der Frauen teilnahm und 1998 in Wuppertal den Titel holen konnte. 2001 belegte die Mannschaft den zweiten Rang, wobei Peptan noch eine individuelle Goldmedaille für ihr Ergebnis von 6,5 aus 7 am zweiten Brett erhielt (Elo-Performance 2710). 2008 spielte sie in Rumänien beim CS Cotnari-Politehnica Iași, 2011 beim CS Municipal Bukarest. Bei den European Club Cups der Frauen 2004, 2005 und 2006 spielte sie für den montenegrinischen Verein Internet CG Podgorica, 2008 und 2009 für CS Cotnari-Politehnica Iași. Corina-Isabela Peptan erreichte beim European Club Cup der Frauen 2009 das beste Einzelergebnis am dritten Brett.

### Elo-Entwicklung
| Hier fehlt eine Grafik, die leider im Moment aus technischen Gründen nicht angezeigt werden kann. Wir arbeiten daran! |

## Auszeichnungen
Am 23. Januar 1996 wurde Corina-Isabela Peptan zur Ehrenbürgerin von Timișoara ernannt. Sie ist ebenfalls Ehrenbürgerin von Târgu Jiu und Bumbești-Jiu.